# 企鹅出版集团

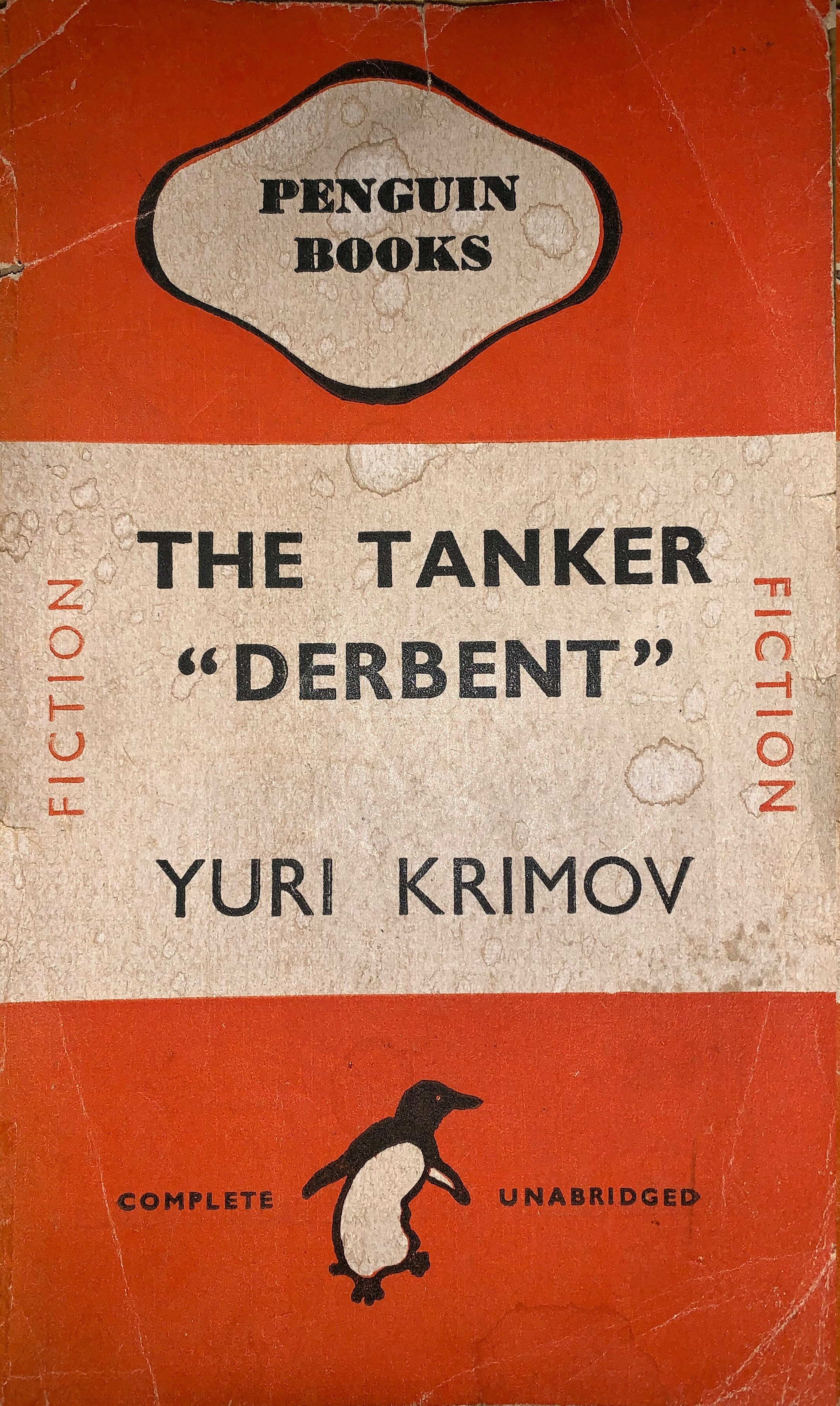
企鹅早期出版的部分书籍

企鹅出版集团（英語：Penguin Books）是一間1935年於英国創立的出版社，创始人是艾倫·莱恩（Allen Lane），主要出版纸版书籍，是英國、紐西蘭、澳大利亞和印度的主流出版商。其ISBN注册号為0-14。

## 历史
创始人是艾倫·莱恩（Allen Lane）。莱恩发现当时市场上缺乏便宜、品质良好、易带的书籍，1935年，企鹅出版集团出版10套名著（包括阿加莎·克里斯蒂的作品和海明威的《永别了，武器》）上市销售，每本6便士，是当时一盒香烟的价钱。因其简洁的版式、纯正的色彩在市场上大获成功，并成为日后企鹅图书的特征。莱恩并不是平装书的发明者，他却第一个看到了平装书的无限潜力，也就是大众的阅读市场。一年后该出版社正式以独立企业的形式在股票市场上登记。企鹅出版集团的出现使当时主要出版硬版的书籍市场带来了很大的冲击。
1940年代，企鹅图书达到辉煌。非小说类的鹈鹕鸟丛书（Pelican Books）、针对儿童的海雀图画书系列（Puffin Picture Books）、以及大名鼎鼎的“企鹅古典系列”（Penguin Classics）先后创办。即使在战争中，企鹅出版的特别丛书如《飞行器图鉴》，也是二战期间销量最好的书之一；“军队图书俱乐部”系列则为那些远离亲友的战士们提供了精神慰藉和娱乐。
1969年，企鹅出版了第3000本平装书——詹姆斯·乔伊斯的《尤利西斯》平装本之后，艾倫·莱恩正式宣布退休。1970年莱恩逝世后不久，企鹅出版社被培生出版集团旗下的朗文出版（Pearson Longman）买下。1978年，彼得·梅耶（Peter Mayer）成为企鹅的总裁，直到今日。
1983年，企鹅购下英国著名的费德里克·沃恩出版社（Frederick Wayne）；1984年，成立维京品牌（Viking Press）；1985年，吞并哈米什·汉密尔顿出版社（Hamish Hamilton）和迈克尔·约瑟夫出版社（Michael Joseph）。1996年，企鹅在著名旅行、音乐指南 “Rough Guide”出版社占有的股份超过一半，到2002年则正式纳为己有；2000年，培生买下以出版游记、参考书、儿童书籍闻名的Dorling Kindersley出版公司，归到企鹅旗下。
企鹅出版丛书主要有：企鹅丛书、塘鹅丛书、游隼丛书、善知鸟丛书、维京丛书等。其中，尤以出版5000余种企鹅丛书著称于世。

## 出版自由
企鹅图书以保护“出版自由”而著称。
1960年，企鹅图书出版了英国作家D·H·勞倫斯的小说完整版《查泰莱夫人的情人》（Lady Chatterley's Lover），被提起诉讼。反对者依据的是1959年通过的《淫秽出版法案》（Obscence Publications Act）。1960年11月2日審判結果出爐，判決企鵝圖書無罪。這使得英國出版品的自由程度大為提升。
1988年9月，企鹅出版《撒旦诗篇》（The Satanic Verses），被伊斯兰国家指为诋毁真主，其作者、印度裔英国作家薩爾曼·魯西迪（Salman Rushdie）被激进团体悬赏300万美元追杀。
2000年，企鹅被英国二战史畅销作家大卫·艾文（David Irving）以“文字诽谤罪”告上法庭，原因是在其出版的由美国学者黛博拉·利普斯塔特所著的《否认大屠杀》（Denying the Holocaust）一书中，称大卫·欧文为“大屠杀否认者中最危险的代言人之一”。持续了6年后，最终以企鹅和利普斯塔特胜诉，企鹅从法律层面战胜了以“诽谤罪”之名对自由言论的攻击。
2002年，企鹅在英国出版了美国导演迈克尔·摩尔（Michael Moore）所著的《愚蠢的白人》（Stupid White Man），立即引起轰动，并捧走第二年英国书奖的“年度图书”大奖。

## 设计
早期企鹅设计的书，封面均采用轻松的色彩加以分类，小说类为橙色，自传类为深蓝色，悬疑类为绿色，戏剧类为红色，旅游类为鲜红色，杂集类为黄色。他们的书往往比其他出版社的书价高许多，却深受读者欢迎。
2005年，为纪念企鹅图书70周年，出版了《从设计看企鹅》（Penguin by Design），该书罗列了企鹅历年来卓越的封面及文案设计。伦敦V&A博物馆也举办了企鹅书封展，挑选500册最具代表性的图书，均为橙色系的经典小说。